# La llamada de Cthulhu (juego de cartas)
Call of Cthulhu: The Card Game (anteriormente llamado Call of Cthulhu Collectible Card Game) es un juego de cartas coleccionables agotado, producido y comercializado por Fantasy Flight Games (FFG). Se basa en el juego de rol La llamada de Cthulhu producido por la editorial Chaosium que, a su vez, estuvo basado en los escritos de H. P. Lovecraft sobre los Mitos de Cthulhu.
En 2004, Chaosium otorgó a FFG la licencia para producir el juego de cartas coleccionables. En 2008, FFG trasladó el juego al formato Living Card Game (LCG) conservando el aspecto de construcción de mazos de los juegos de cartas coleccionables, pero sin la distribución aleatoria.
El juego comparte arte y personajes con otros productos de FFG basados en la mitología de Cthulhu como Arkham Horror y Elder Sign.

## Historia
La editorial Chaosium había estado involucrado previamente en el negocio de los juegos de cartas coleccionables (JCC) a mediados de la década de 1990, imprimiendo Mythos, su JCC sobre los Mitos de Cthulhu. Sin embargo, Chaosium suspendió el juego en 1997 después de las bajas ventas. 
En 2004, Chaosium otorgó la licencia de la propiedad a Fantasy Flight Games (FFG), lo que le permitió producir el JCC oficial de La llamada de Cthulhu. Fue diseñado por Eric M. Lang como una introducción más accesible a los juegos en el entorno de los Mitos y para proporcionar una interacción rápida y viva con los elementos habituales (por ejemplo, tomos y secretos arcanos, investigaciones paranormales, los dioses mayores y sus terribles sirvientes, oscuros rituales, conspiraciones inhumanas y peligros más allá de las estrellas). El juego se desarrolla nominalmente en 1928.
El miembro del personal de FFG, Darrell Hardy, desarrolló los antecedentes del juego. La mayor parte del texto de la historia (incluidos los nombres de las tarjetas y el texto de sabor) fue escrito por el desarrollador creativo Pat Harrigan. En el formato Living Card Game (LCG), la historia original fue escrita por Nate French con la ayuda de Dan Clark. Desde 2010, todos los argumentos fueron creados por el desarrollador Damon Stone.

## Sistema de juego

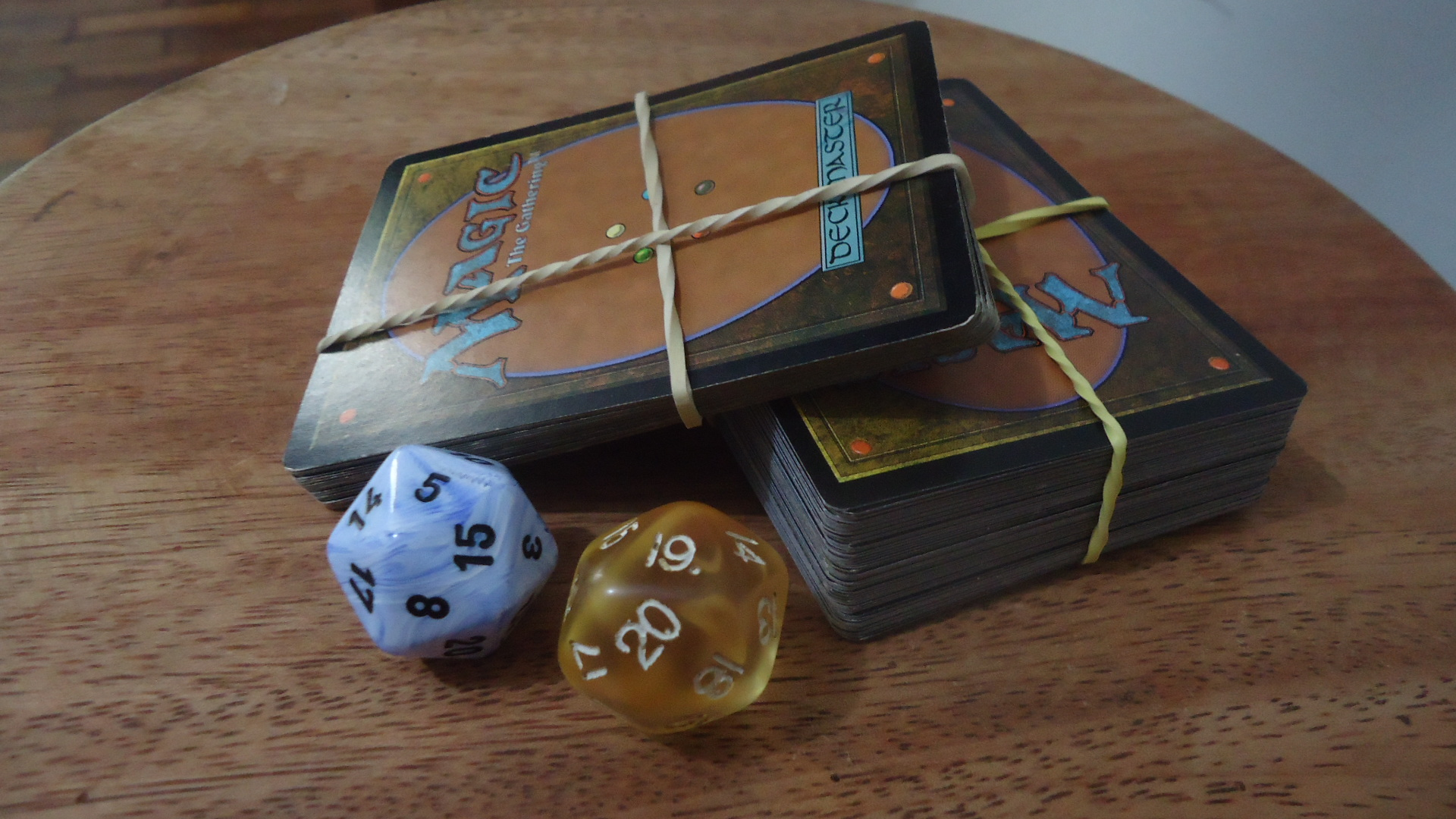
La llamada de Cthulhu (LCG) está parcialmente basado en el sistema de juego del popular Magic: el encuentro. En la imagen mazos de cartas y dados usados en este tipo de juegos.

Los jugadores adjuntan recursos de las cartas de mano a «dominios» que están «secos» para jugar cartas de su mano. Los dominios, por lo tanto, juegan un papel similar a las «tierras» de Magic. El objetivo es completar las historias, obteniendo «marcadores de victoria». Cinco marcadores de victoria te permiten ganar una «carta de historia»; con tres cartas de historia ganas el juego. 
Para obtener fichas de victoria y luego ganar historias, los jugadores deben ganar comparaciones, y pueden hacerlo asignando tarjetas de personaje a las mismas historias. Si un jugador se queda sin cartas, pierde automáticamente el juego y, por lo tanto, la estrategia de dejar que el oponente se quede sin cartas puede ser una técnica ganadora.

### Cartas
Existen cinco tipos de cartas en Call of Cthulhu: cartas de historia, cartas de personaje, cartas de evento, cartas de apoyo y cartas de conspiración. Todas las cartas (excepto las cartas de historia) tienen un costo y pertenecen a una facción (descrita a continuación). Varias tarjetas tienen subtipos (como investigador , tomo o ubicación ).
- Cartas de historia: provienen de un mazo compartido y son el objeto del juego. Los jugadores compiten colocando «fichas de éxito» en estas cartas de historia. Una vez que un jugador ha colocado cinco fichas de éxito, gana la historia, ganando la opción de ejecutar (o ignorar) el efecto escrito en ella. Una vez que un jugador obtiene tres cartas de historia, gana el juego. Los jugadores estándar usan las diez últimas cartas de historia, de las cuales tres elegidas al azar están en juego en cualquier momento. «The Nameless City» es una carta de historia promocional especial que requiere diez fichas de éxito pero permite a un jugador ganar el juego al instante. Otra carta de historia promocional se llama «The Challenge From Beyond» (inspirada en una historia escrita en colaboración por H.P.L. y cuatro de sus colaboradores), y tiene el efecto contrario: no se puede ganar como una historia normal, pero los jugadores pueden robar cartas adicionales anotando «éxitos» en ello.
- Cartas de personaje: Son los agentes de un jugador, que se utilizan para intentar completar historias. Poseen una calificación de habilidad (utilizada para tener éxito en las historias) y también pueden tener íconos , que indican las habilidades de la carta durante la fase de juego de lucha de iconos .
- Cartas de evento: Tienen efectos únicos y no permanecen en juego.
- Cartas de soporte: Tienen efectos persistentes, que generan beneficios duraderos u obstáculos.
- Carta de conspiraciones: Se introducen en «Conspiraciones del caos». Funcionan de manera similar a las «cartas de historia» pero se juegan desde los mazos de los jugadores.

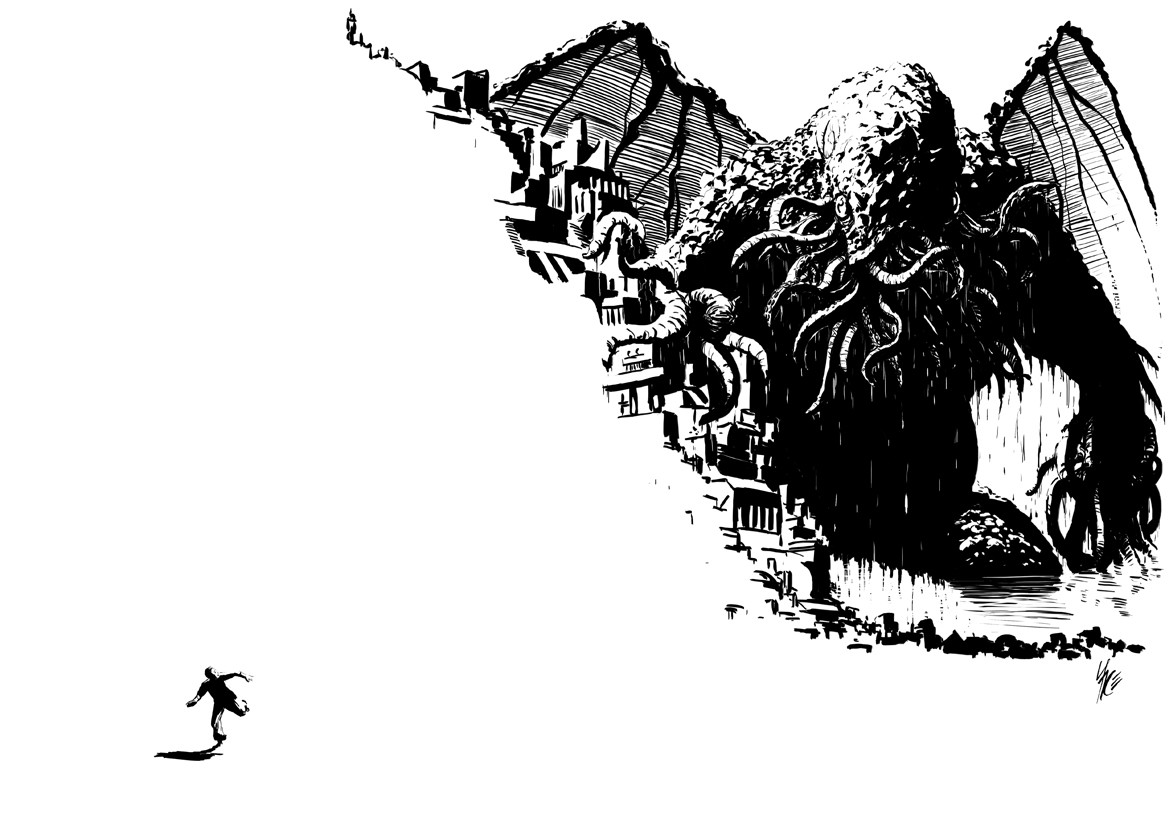
El juego de cartas está basado en la mitología de Cthulhu creada por H. P. Lovecraft. En la imagen, una ilustración de Cthulhu.

### Las facciones
Existen ocho facciones en Call of Cthulhu TCG, así como cartas «neutrales» (de color gris claro) que no forman parte de ninguna facción. Solo se puede jugar una carta si se drena un dominio con esa facción unida (se pueden pagar cartas neutrales por usar cualquier facción).
- La Agencia: esta facción «investigadora» comprende la «Agencia de Detectives de Blackwood», las agencias de aplicación de la ley y otras personas involucradas en la justicia penal. Su símbolo es una insignia y su color es azul.
- Universidad de Miskatonic: esta facción «investigadora» representa la destreza académica de la ficticia Universidad Miskatonic, así como de otros grupos académicos. Su símbolo es un pergamino y su color es dorado.
- El Sindicato: esta facción «investigadora» representa al crimen organizado, incluidos mafiosos, asesinos y periodistas. Se centra principalmente en la pandilla de Danny O'Bannion y sus contactos. Su símbolo es un signo de dólar en un triángulo y su color es marrón oscuro.
- La Orden del Crepúsculo Plateado: esta facción «investigadora» es una adición posterior al juego y centra una camarilla secreta de políticos destacados, socialistas carismáticos, líderes cívicos persuasivos y hombres de negocios exitosos que deben pasar a través de sucesivas filas de iniciación oculta y ritual para emerger en el santuario interior de la Orden, y allí perseguir su búsqueda del último poder terrenal y sobrenatural. Su símbolo es un tridente en una cruz, y su color es gris plateado. Su nombre puede referirse a la Orden Hermética de la Aurora Dorada.
- Cthulhu: Esta facción de «mitos» incluye al propio Cthulhu, así como a sus cultistas y monstruos asociados (como los Profundos y los Shoggoths). Su símbolo es un calamar y su color es verde.
- Hastur: esta facción de «mitos» se centra en Hastur, especialmente en su avatar de Rey en Amarillo, así como en sus adoradores y secuaces, en gran parte psicópatas humanos y monstruosos Byakhees, así como hombres lobo. Su símbolo es el signo amarillo y su color es amarillo.
- Yog-Sothoth: esta facción de «mitos» se centra en entidad cósmica Yog-Sothoth y los eruditos que lo adoran, así como en varios seres transdimensionales, incluidos los Horrendos Cazadores y los Vampiros Nocturnos; también alberga varios monstruos no muertos. Su símbolo es una llave y su color es morado.
- Shub-Niggurath: esta facción de «mitos» se centra en Shub-Niggurath y los muchos monstruos del que es responsable en crear (especialmente jóvenes oscuros, guls y dholes). Su símbolo es la cabeza de una cabra y su color es rojo.